# ダイジェット工業
ダイジェット工業株式会社（英: DIJET INDUSTRIAL CO.,LTD. 定款上の商号: ダイジヱット工業株式会社 登記社名: ダイジヱツト工業株式会社）は、金型加工用工具・超硬エンドミル・ドリル・チップを製造販売する企業。本社を大阪市平野区に置く。

## 概要
タングステン原料の取り扱いからスタートし、戦後、超硬工具の製造に着手。

## 沿革
- 1938年（昭和13年）10月 - 小林鉱業の内地事業所として創業。
- 1950年（昭和25年）12月 - 百年工業株式会社として資本金200万円にて発足。
- 1954年（昭和29年）6月 - 現社名であるダイジェット工業に商号変更。
- 1955年（昭和30年）1月 - 資本金を1,000万円に増資。
- 1962年（昭和37年）6月 - 大阪証券取引所市場第二部に上場。
- 1963年（昭和38年）11月 - 本社新社屋、および技術研究所を新築。
- 1970年（昭和45年）4月 - 名古屋証券取引所市場第二部上場。
- 1971年（昭和46年）
  - 1月 - 新合金工場完成、短納期体制を確立。
  - 3月 - 世界初のチタンカーバイド系サーメットSUZを開発。
  - 5月 - 米国カイザーインダストリアル・コーポレーションと技術、並びに販売提携。フューチャーミル（FUTURMILL）社のスローアウェイカッタを国産化し、市販開始。
- 1972年（昭和47年）7月 - 世界初のナイトライド系強靭サーメットNITを開発。
- 1973年（昭和48年）11月 - 工業標準化実施優良工場として、通商産業大臣賞を受賞。
- 1974年（昭和49年）9月 - 日本の超硬工具メーカとして初めてアメリカに製造技術を輸出、世界進出を果たす。
- 1976年（昭和51年）
  - 5月 - 渦巻刃形による切削工具の開発に関する技術提携を締結。
  - 9月 - 渦巻刃形理論採用の超硬ボールエンドミル『ダイジェット-ホソイミル』を発売。
- 1977年（昭和52年）10月 - 『ダイジェット-ホソイミル』が第12回機械振興協会賞を受賞。
- 1978年（昭和53年）8月 - 『ダイジェット-ホソイドリル』を発売する。
- 1979年（昭和54年）
  - 3月 - cBN焼結体の開発に成功。
  - 7月 - ゼネラル・エレクトリック（GE）とフューチャーミルカッタについて、技術及び販売提携を締結。カイザーとの提携を解消しその契約を全面継承する。
- 1980年（昭和55年）
  - 9月 - 技術研究所完成。
  - 10月 - 世界の超硬工具のトップメーカー、米国ケナメタル社と提携を締結。
  - 12月 - 新鋭のコーティングプラントを完成。
- 1981年（昭和56年）4月 - ダイヤモンド焼結体を開発、"JDA"として商品化。 TiN-TaC系複合サーメット"NAT（ナット）"を開発。
- 1983年（昭和58年）10月 - 米国子会社DIJET INC.を設立、米国市場への拡販を開始。
- 1985年（昭和60年）
  - 3月 - 富田林工場を建設、原料工程の合理化および超硬チップ増産の基盤を強化。
  - 11月 - 名古屋工場を建設、名古屋営業所内の工場を移設増強。
  - 12月 - 東京証券取引所市場第二部に上場。
- 1986年（昭和61年）10月 - 高強度ジルコニア系セラミックス"CZ100"を開発、圧延ロールとして商品化、発売開始。
- 1989年（平成元年）9月 - 東京、大阪、名古屋、各証券取引所市場第一部に上場。
- 1991年（平成3年）
  - 4月 - 英国駐在員事務所を、ヨーロッパ支店に昇格。
  - 7月 - 東京工場を閉鎖、つくば工場に移転。
- 1992年（平成4年）
  - 5月 - 三重工場を開設。
  - 10月 - 深穴加工用『シグマドリル』、超ハイレーキカッタ『フェザーミル』を発売。
  - 12月 - 米国フォード社の品質認定証「FordQ1」を取得。
- 1993年（平成5年）10月 - 米国子会社DIJET INC.が、フォード社の品質認定証「FordQ101」を取得
- 1994年（平成6年）10月 - 鋼加工用強力ドリル『S-Cutドリル』を発売。
- 1995年（平成7年）1月 - 1994年度超硬工具協会技術功績賞受賞。
- 1996年（平成8年）
  - 2月 - タイ・バンコクに駐在員事務所を開設。
  - 3月 - 三重合金工場が操業開始。
- 1997年（平成9年）12月 - ISO9001の認証取得。
- 1998年（平成10年）
  - 2月 - 強度サーメット"CX75"を開発。
  - 5月 - 熊本営業支所を開設。
- 1999年（平成11年）
  - 5月 - 日本、中部、西日本の地区別特約店会を発足。
  - 9月 - 精度ボールエンドミル『ミラーボール』を発売。
- 2000年（平成12年）9月 - ダイヤ一体焼結型の『ビームドリル』を発売。
- 2001年（平成13年）5月 - ISO14001の認証を取得。
- 2002年（平成14年）
  - 1月 - 『ミラーボール』が平成13年度超硬工具協会技術功績賞を受賞。
  - 10月 - 中国、上海市に上海駐在員事務所を開設。 ダイヤ一体焼結型の『ビームエンドミル』を発売。
  - 11月- イタリア、ベニス近郊のパドバにイタリアオフィスを開設。
- 2003年（平成15年）1月 - 『ビームドリル』が平成14年度超硬工具協会技術功績賞を受賞。
- 2004年（平成16年）1月 - 『TA-S cutドリル』が平成15年度超硬工具協会技術功績賞を受賞。
- 2005年（平成17年）
  - 1月 - 『ファイナルドリル』が平成16年度超硬工具協会技術功績賞を受賞。
  - 12月 - 三重原料工場が竣工・稼動。
- 2006年（平成18年）1月 - 『ビームエンドミル』が平成17年度超硬工具協会技術功績賞を受賞。
- 2016年（平成28年）10月 - DIJET GmbHを設立。

## 事業所
- 本社：大阪市平野区
- 支店：東京・名古屋・大阪
- 営業所・オフィス：仙台・南関東・北関東・名古屋・富山・大阪・広島
- 海外拠点：上海・バンコク・広東・ムンバイ・DIJET Incorporated・DIJET GmbH
- 工場・事業所：本社・富田林・三重